# غلين روبرت ديفيس
غلين روبرت ديفيس (بالإنجليزية: Glenn Robert Davis)‏ هو محامي وسياسي أمريكي، ولد في 28 أكتوبر 1914 في الولايات المتحدة، وتوفي في 21 سبتمبر 1988 في نفس البلد. حزبياً، نشط في الحزب الجمهوري.

## مناصب
- انتخب مندوب [الإنجليزية]‏ (1952 – 1972).
- انتخب مندوب [الإنجليزية]‏ (1938 – 1942).
- انتخب مفوض [الإنجليزية]‏.
- انتخب عضو جمعية ولاية ويسكونسن (6 يناير 1941 – يونيو 1942).
- انتخب عضو مجلس النواب الأمريكي.